# معاهدة المساعدة المتبادلة السوفييتية الإستونية

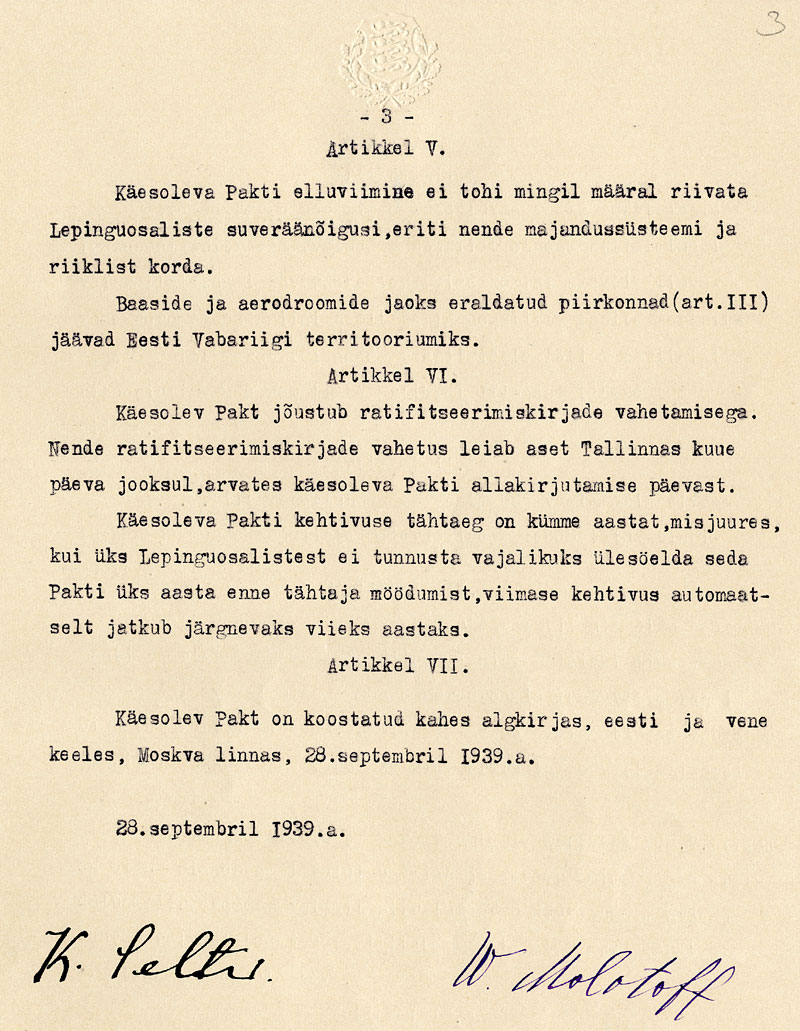
الصفحة الثالثة من المعاهدة

معاهدة المساعدة المتبادلة السوفيتية الإستونية (بالروسية: Пакт о взаимопомощи между СССР и Эстонией, romanized: Pakt o vzaimopomoshchi mezhdu SSSR i Estoniyey وبالإستونية: Eesti Vabariigi ja NSV Liidu vaheline vastastikuse abistamise pakt)، والمعروفة أيضًا باسم معاهدة القواعد كانت معاهدة ثنائية بين الاتحاد السوفييتي وإستونيا، وقعت في موسكو في 28 سبتمبر 1939. ألزمت المعاهدة كلا الطرفين باحترام سيادة واستقلال كل منهما، وسمحت للحكومة السوفيتية بإنشاء قواعد عسكرية في إستونيا. ساهمت هذه القواعد في تسهيل استيلاء السوفييت على البلاد في يونيو 1940.
وقع عليها وزير الخارجية الإستوني كارل سيلتر والمفوض السوفييتي للشؤون الخارجية فياتشيسلاف مولوتوف. وتم تبادل التصديقات في تالين في 4 أكتوبر/تشرين الأول 1939، وأصبحت المعاهدة سارية المفعول في نفس اليوم. وقد تم تسجيلها في سلسلة معاهدات عصبة الأمم في 13 أكتوبر 1939.

## خلفية
في سبتمبر 1939، أكد الاتحاد السوفييتي سيطرته على دول البلطيق من خلال ميثاق مولوتوف-ريبنتروب. قام السوفييت بغزو بولندا في 17 سبتمبر، واختتموا العمليات في 6 أكتوبر. بعد احتلال شرق بولندا، ضغط السوفييت على فنلندا ودول البلطيق لإبرام معاهدات المساعدة المتبادلة. أثار السوفييت تساؤلات حول حياد إستونيا بعد هروب غواصة بولندية في 18 سبتمبر. وبعد أسبوع، في 24 سبتمبر/أيلول، تلقى وزير الخارجية الإستوني كارل سيلتر إنذاراً نهائياً في موسكو. وطالب السوفييت بإبرام معاهدة للمساعدة المتبادلة تتضمن إنشاء قواعد عسكرية في إستونيا. استسلمت الحكومة الإستونية للإنذار النهائي.

## مواد المعاهدة
- وتنص المادة الأولى على التعاون العسكري بين الأطراف في حالة تعرضها لهجوم من قبل طرف ثالث.
- المادة الثانية تلزم الحكومة السوفييتية بمساعدة الحكومة الإستونية في توفير الأسلحة.
- سمحت المادة الثالثة للحكومة السوفيتية بإنشاء قواعد عسكرية وبحرية على الأراضي الإستونية.
- المادة الرابعة تلزم الحكومتين السوفييتية والإستونية بعدم الدخول في تحالفات عسكرية ضد الطرف الآخر.
- ونصت المادة الخامسة على أن المعاهدة لا تؤثر على النظام السياسي والاقتصادي وسيادة الطرفين. وقد نصت الاتفاقية بشكل واضح على أن المناطق التي كان من المقرر إنشاء القواعد السوفيتية فيها يجب أن تظل جزءًا من إستونيا.
- وتطرقت المادة السادسة إلى التصديق، ونصت على أن المعاهدة تظل سارية المفعول لمدة عشر سنوات، مع إمكانية تمديدها لمدة خمس سنوات أخرى.
- ونصت المادة السابعة على أن النص الرسمي للمعاهدة سيكون باللغتين الروسية والإستونية.

## العواقب

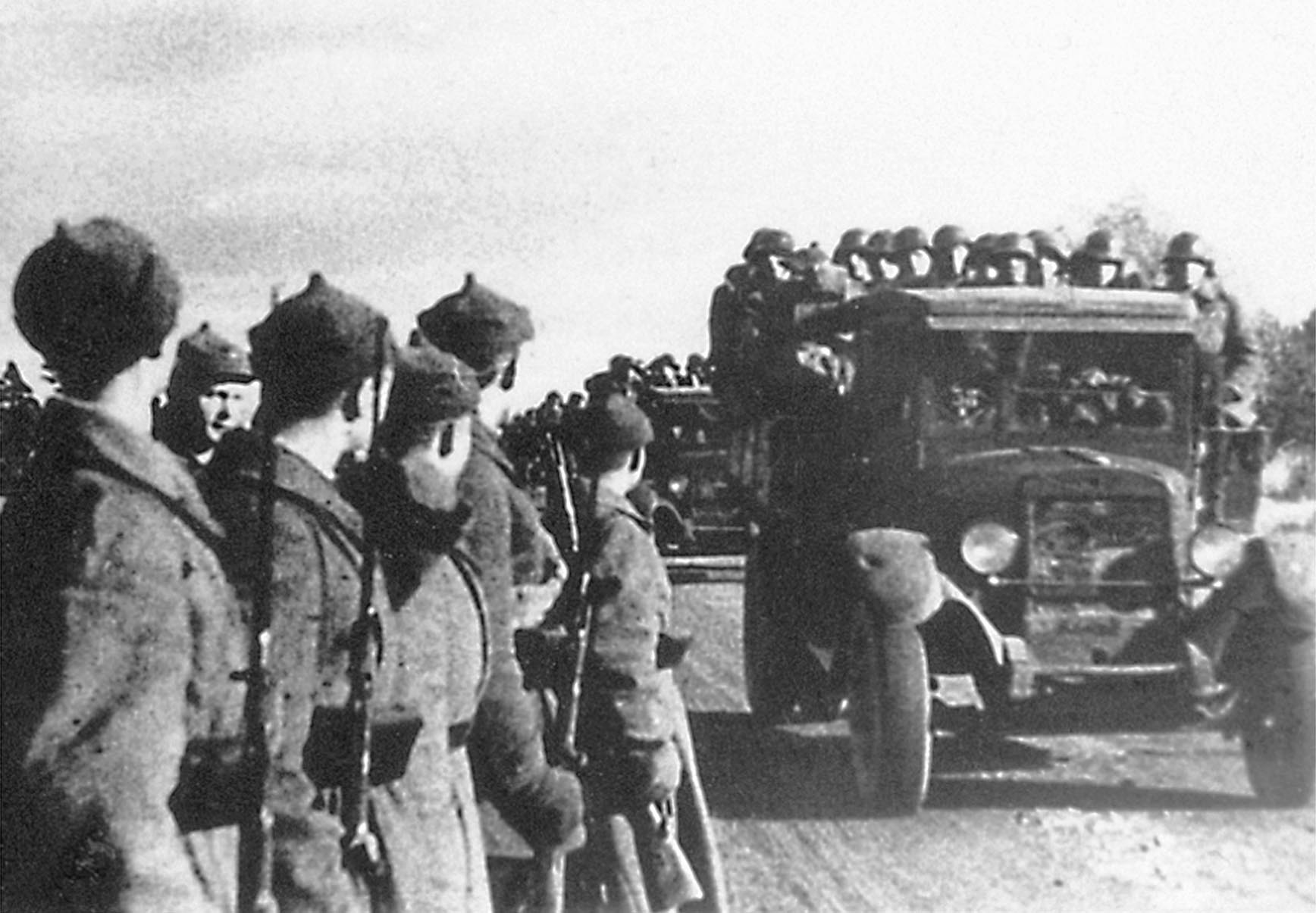
الجيش الأحمر يدخل إستونيا في عام 1939 بعد أن أُجبرت إستونيا على توقيع معاهدة القواعد.

وقد أبرم السوفييت معاهدات مماثلة مع لاتفيا في 5 أكتوبر ومع ليتوانيا في 10 أكتوبر. نقلت المعاهدة الأخيرة منطقة فيلنيوس إلى ليتوانيا. وفي الخامس من أكتوبر/تشرين الأول، دعيت فنلندا للمشاركة في مفاوضات مماثلة. وعلى النقيض من دول البلطيق، استمرت المفاوضات الفنلندية السوفيتية لأسابيع دون التوصل إلى نتائج.
خلال شهر أكتوبر 1939، بدأت الحكومة السوفييتية في نشر قوات في إستونيا بأعداد تفوق القوات المسلحة الإستونية. ونتيجة لذلك، تمكنت الحكومة السوفييتية تدريجيا من السيطرة على أراضي إستونيا. سمح هذا للقوات السوفيتية بإغراق السفينة التجارية الإستونية كاساري في بحر البلطيق في 10 ديسمبر 1939 دون أي رد فعل إستوني.
في 16 يونيو 1940 أصدر السوفييت إنذارًا نهائيًا إلى إستونيا (ولاتفيا). في 17 يونيو 1940، احتل السوفييت إستونيا وضموها بعد غزو دولتي البلطيق الأخريين. وفي 30 نوفمبر غزا السوفييت فنلندا.

## معرض الصور

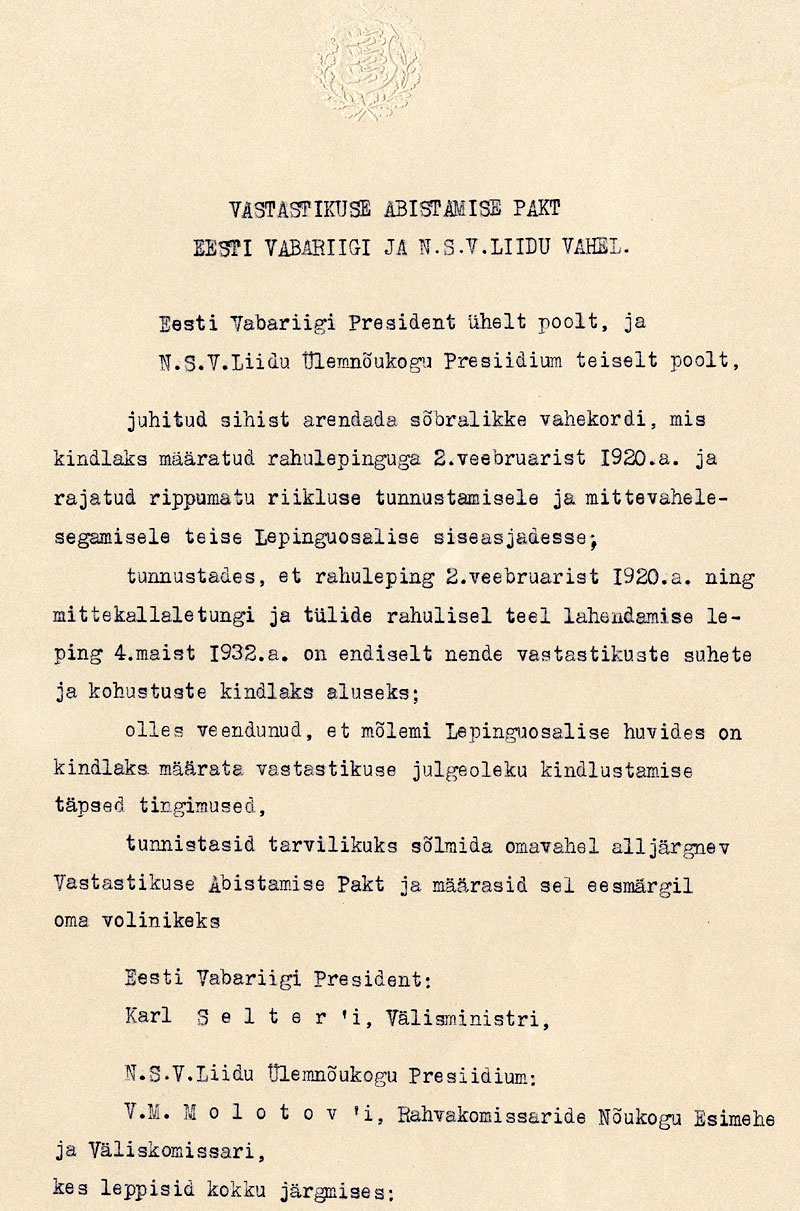
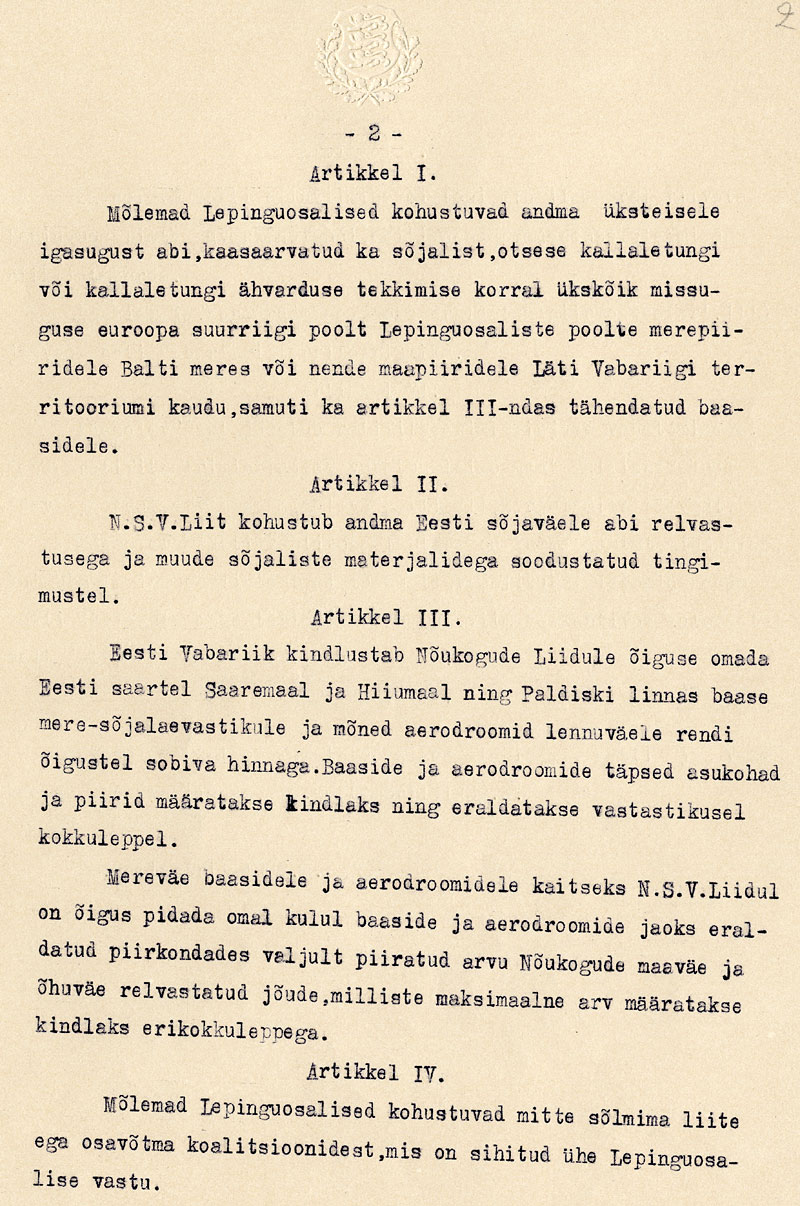
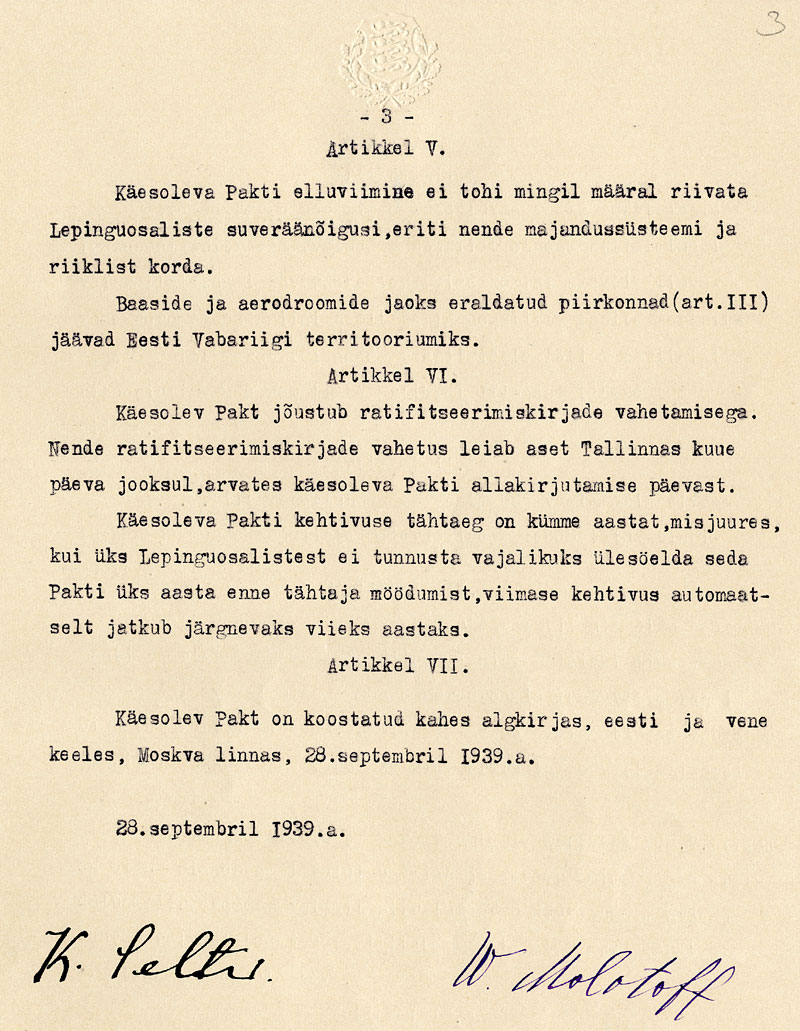
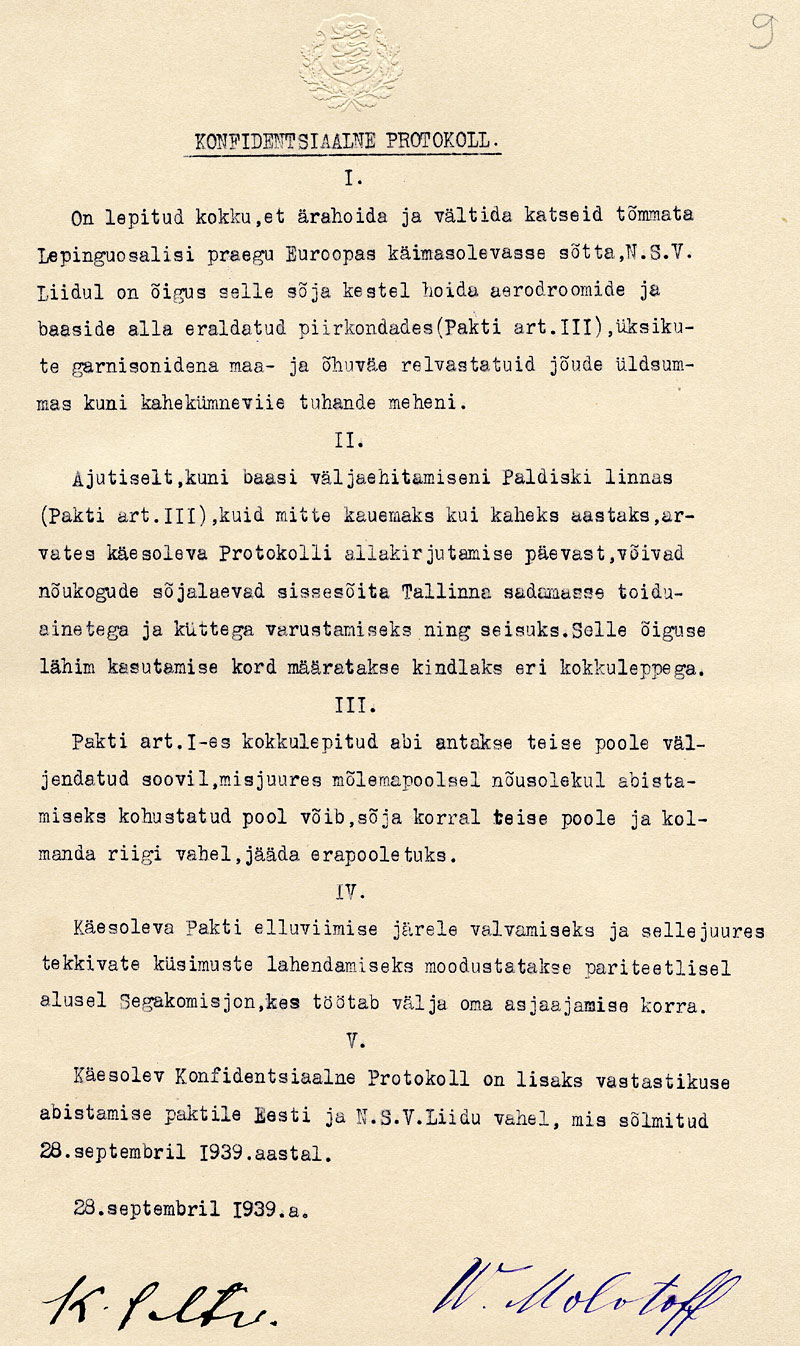